# Cattedrale del Santissimo Salvatore (Mazara del Vallo)
La Basilica minore del Santissimo Salvatore è il principale luogo di culto cattolico di Mazara del Vallo, in provincia di Trapani, chiesa madre della diocesi omonima.

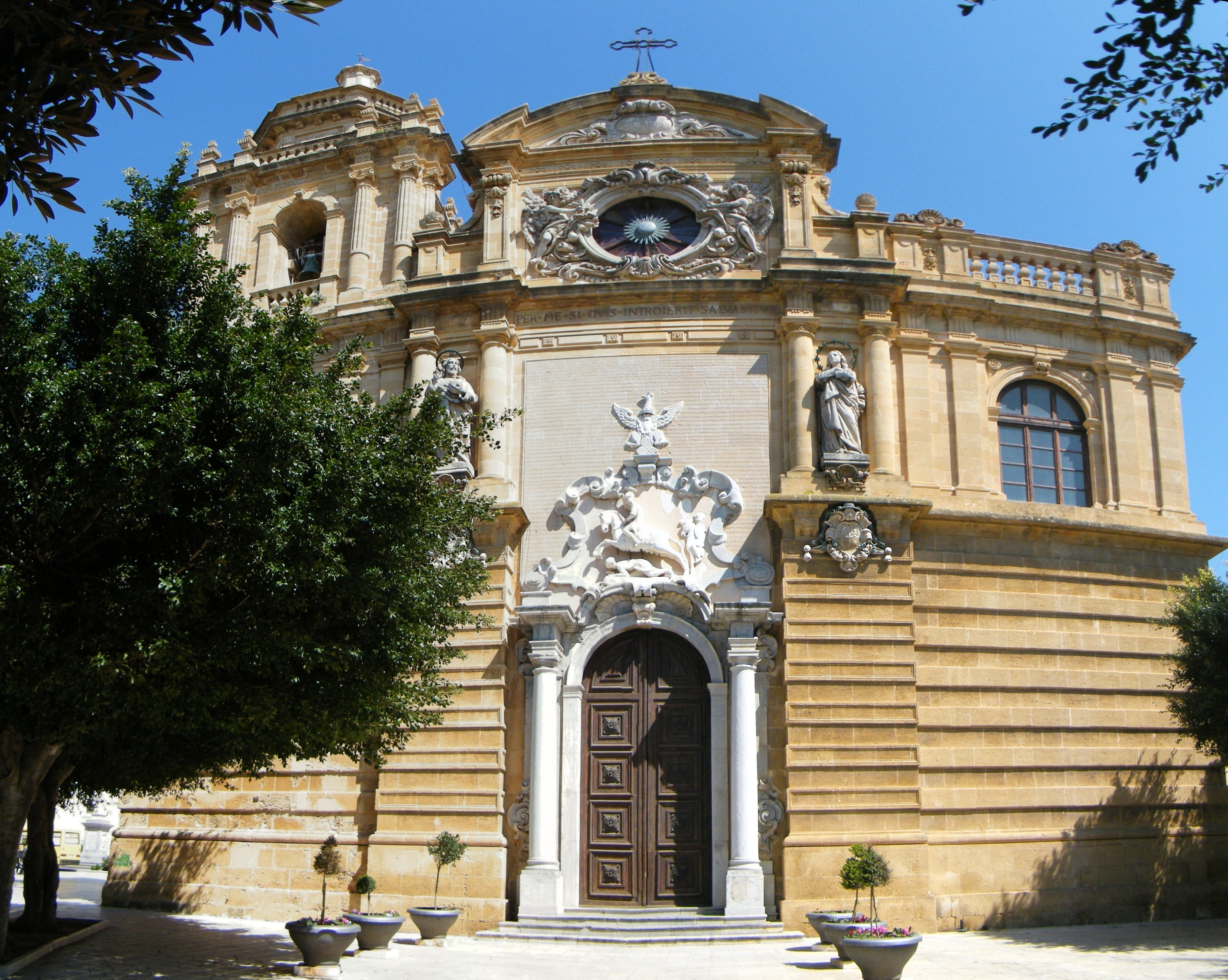
Facciata.

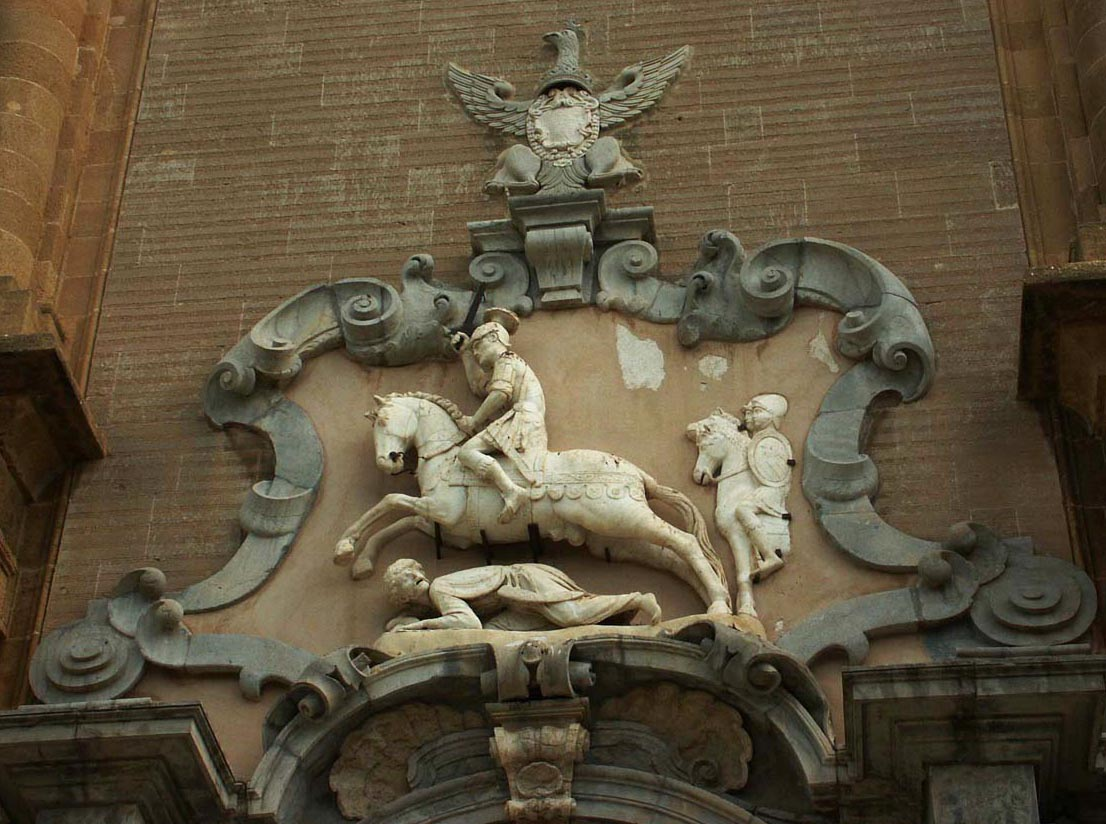
Dettaglio.

## Storia

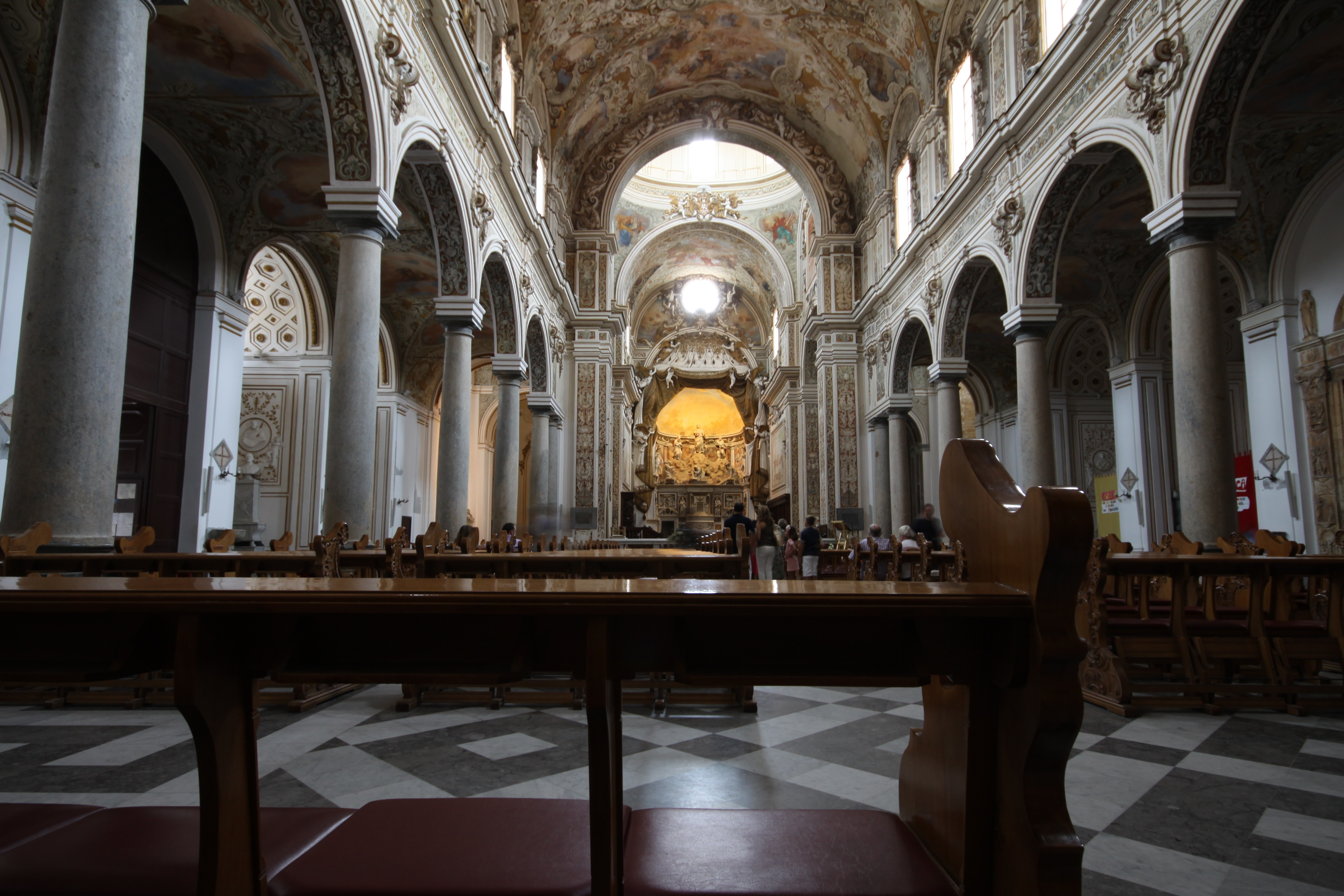
Interno.

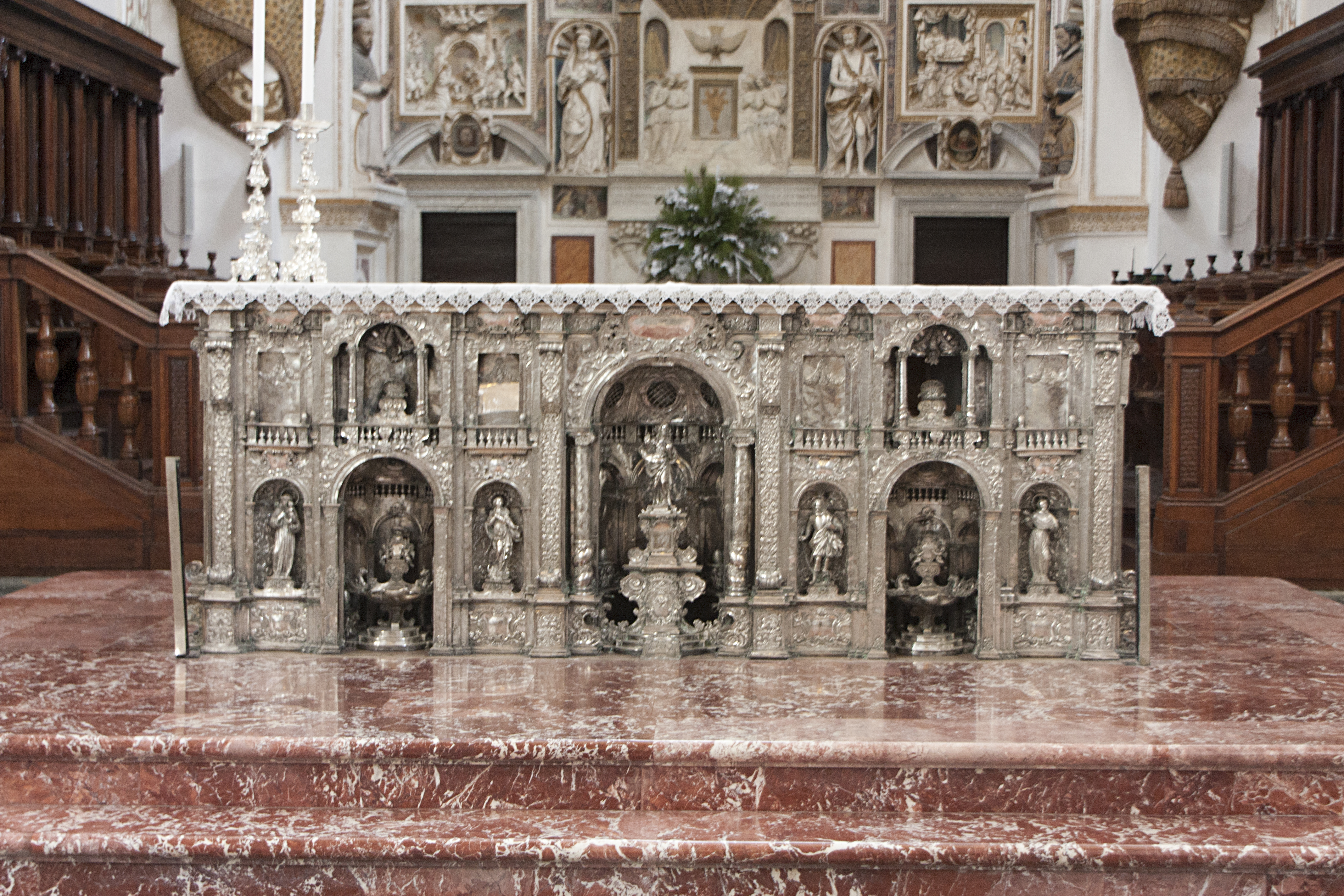
Altare maggiore.

### Epoca normanna
La cattedrale del Santissimo Salvatore fu edificata per volere di Ruggero I, a seguito di un voto fatto durante la battaglia del 1072 contro i Saraceni. Etienne de Rouen ne diresse i lavori tra il 1086 e il 1093, costruendola sulle rovine di un'antica basilica distrutta dai Saraceni nell'828.

### Epoca aragonese
Nel 1477, col fiorire dell'epoca rinascimentale in Sicilia, il vescovo Giovanni Monteaperto Chiaramonte rimodula l'intero edificio, lo dota di superba facciata, edifica la Cappella di Santa Maria del Soccorso, lo arricchisce con una biblioteca di codici greci e latini, una sala per la conservazione del Tesoro della Cattedrale e per la raccolta di arazzi.

### Epoca spagnola
Nel 1689 il vescovo Francesco Maria Graffeo, affrontò il problema della ricostruzione della cattedrale ormai fatiscente. Il 18 giugno 1690 si ha la posa della pietra. La struttura fu radicalmente trasformata, per opera e su progetto dell'architetto trapanese Pietro Castro e del capomastro Pietro Schifano,I lavori furono conclusi nel 1694. 

### Epoca contemporanea
Col terremoto del Belice del 1968 il tempio riporta danni. Nel 1973 è chiuso per i lavori di consolidamento e restauro delle strutture. 
Nel 1980 papa Giovanni Paolo II eleva la cattedrale alla dignità di basilica minore pontificia.

## Esterno
La cattedrale segue i modelli nordeuropei introdotti dai normanni. La facciata con doppia torre e il transetto con tre absidi riconducibili all’architettura della Normandia e dell’Inghilterra di stampo Cluniacense. Successivamente sulla facciata fu modellata una copertura barocca compresa l’estremità superiore del campanile sinistro. La parte posteriore presenta attualmente visibile solo l’abside centrale.

## Interno

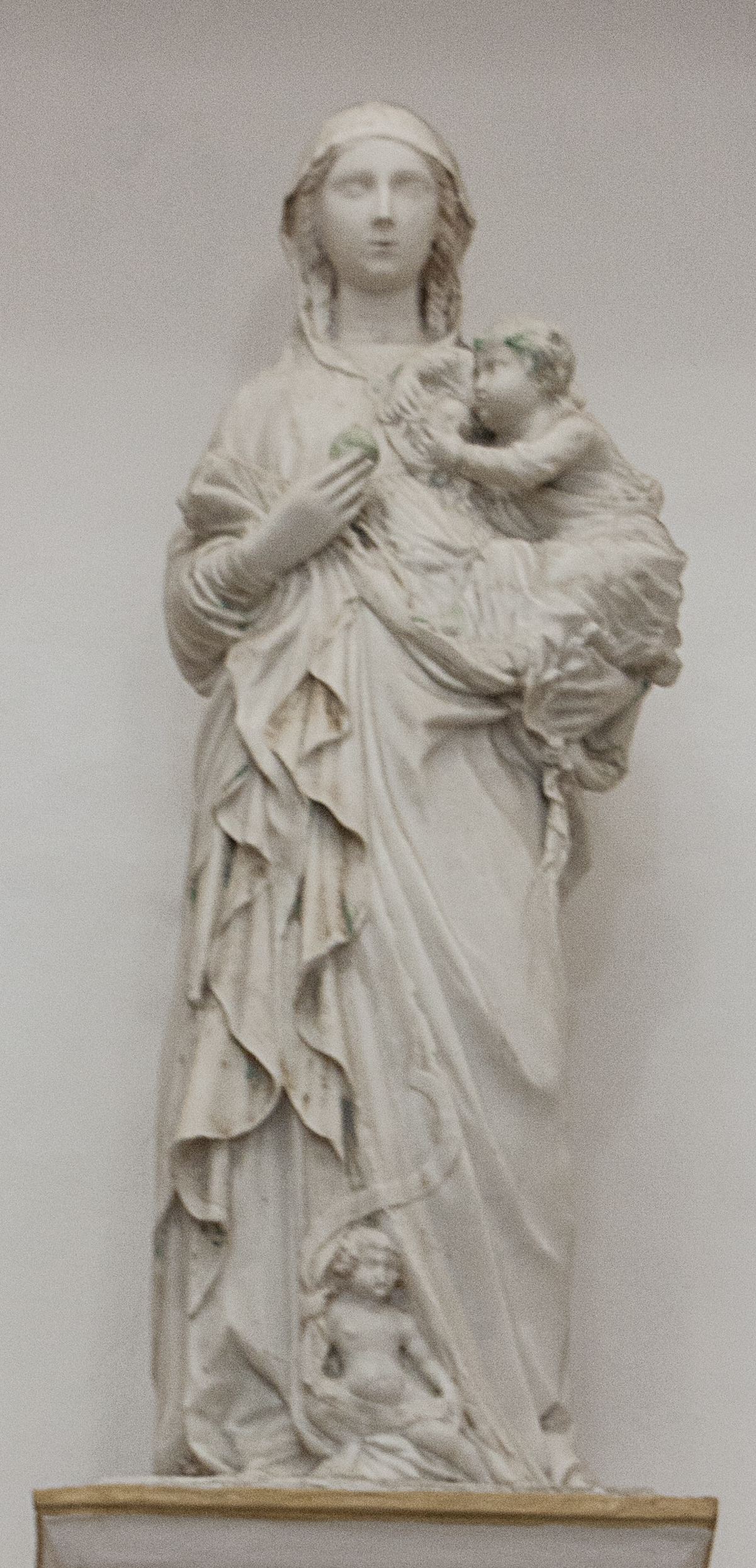
"Madonna del Soccorso".

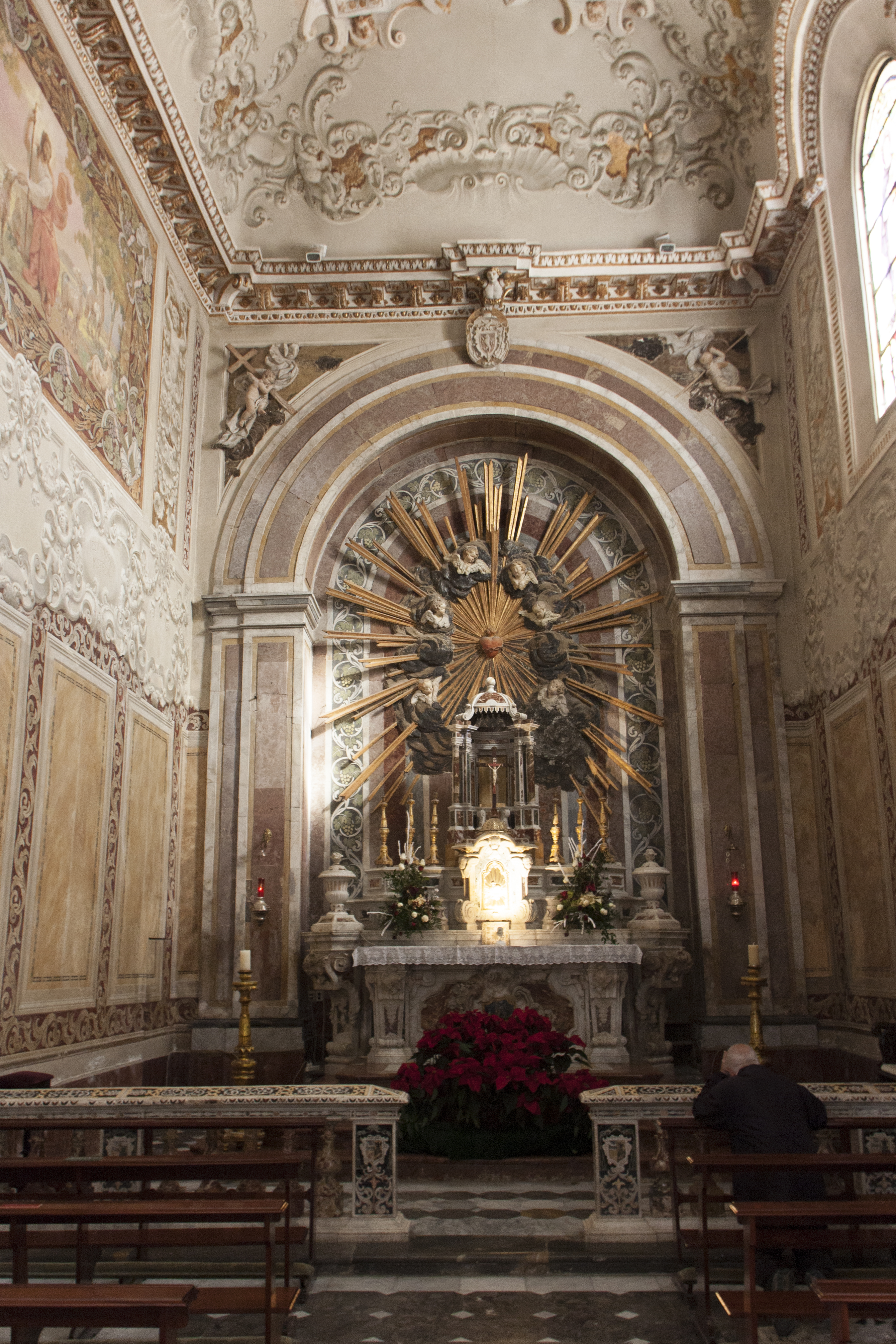
"Cappella del Santissimo Sacramento".

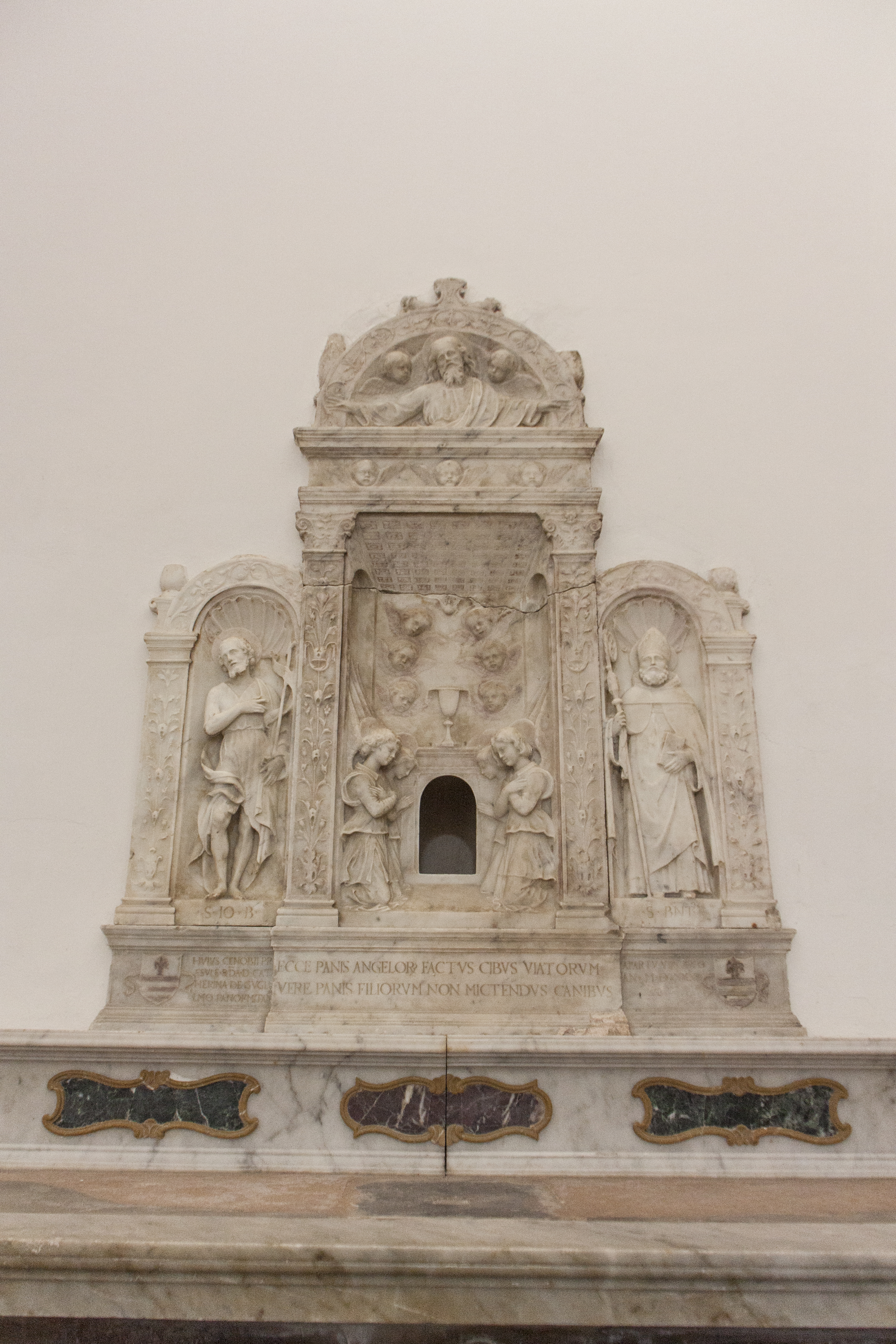
"Ciborio".

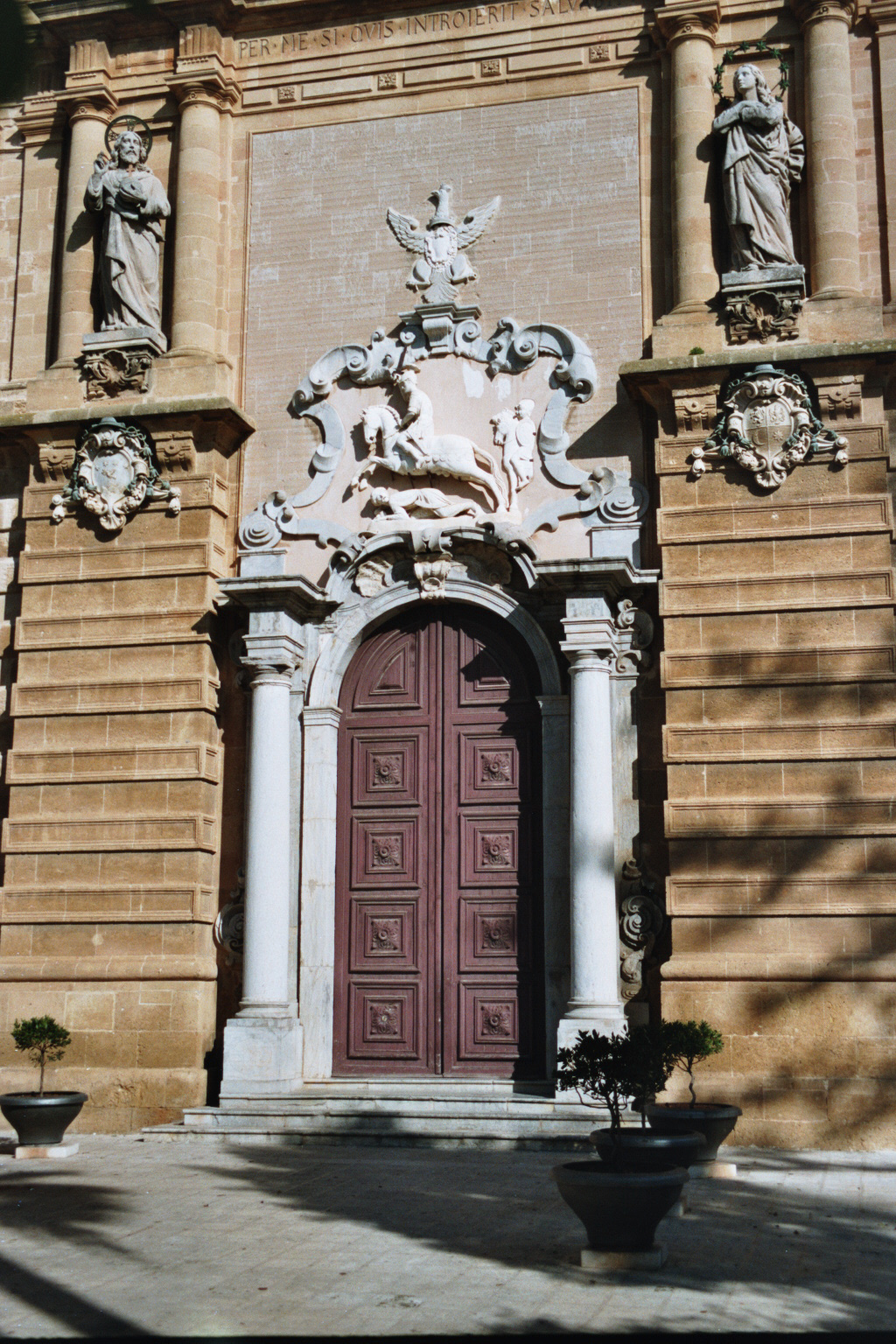
"Portale".

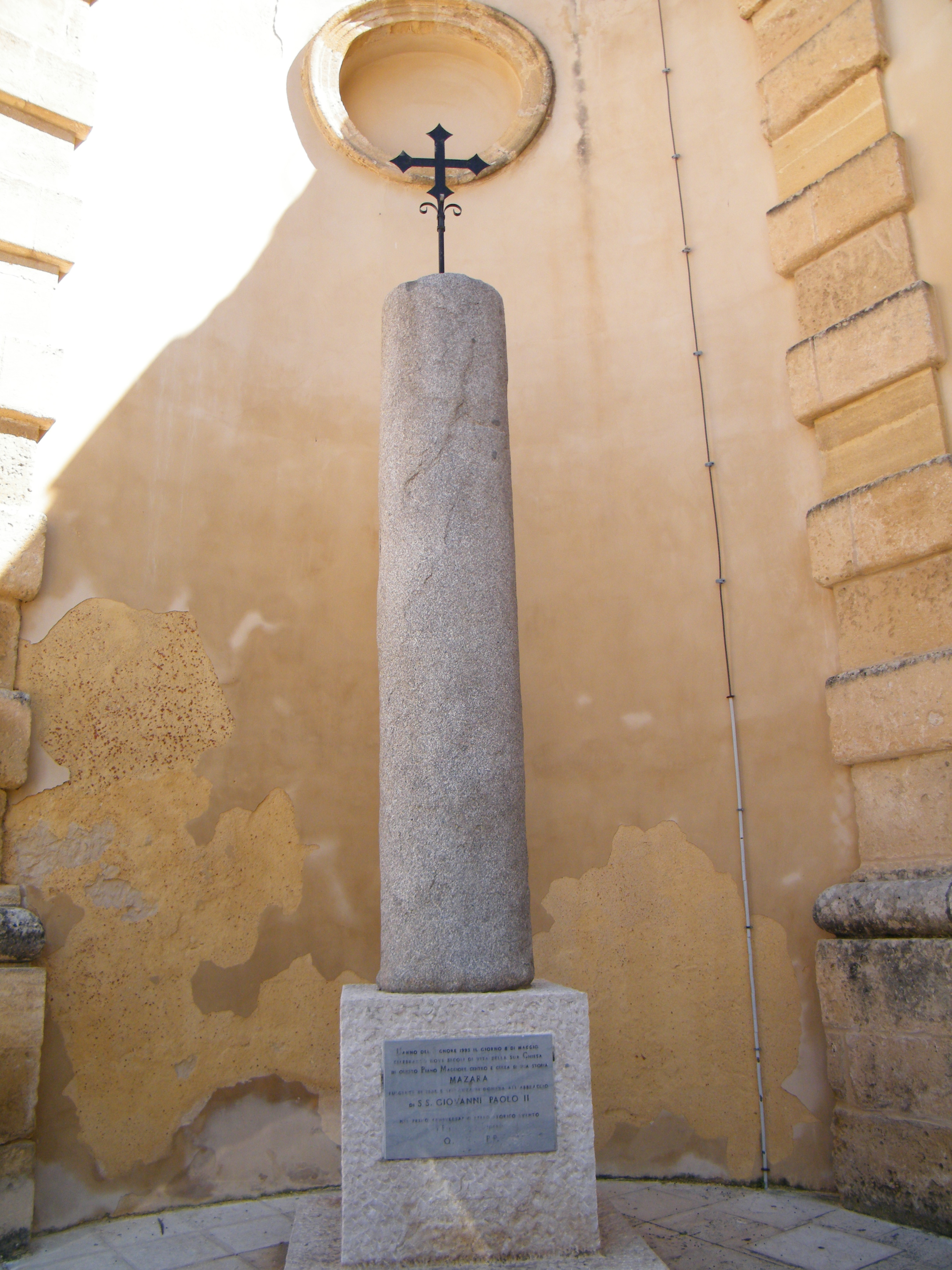
"Colonna normanna".

Interno ripartito in tre navate da colonne tuscaniche con archi a tutto sesto, sulla crociera e i bracci del transetto insistono cupole con rivestimento esterno in maiolica colorata, quella centrale, di forma ellittica, riporta internamente l'affresco raffigurante il Giudizio Universale giustificato al ,opera del cefaludese Rosario Spagnolo (1910 - 1914). Nell'intradosso dell'arco trionfale è stata recentemente collocata la Croce lignea dipinta, opera realizzata da un anonimo maestro siciliano del XIII secolo, raffigurante da un lato l'immagine del Cristo Crocifisso, dall'altro l'Agnus Dei al centro e alle estremità dei bracci, i simboli iconografici dei quattro evangelisti.
Le superfici delle navate presentano un notevole apparato decorativo in stucco, di particolare rilievo quello della navata centrale, opera di Pietro Orlando. l'Navata destra
- Prima campata: Cappella di Santa Rosalia. Edicola con dipinto sormontata da timpano.
- Seconda campata: Cappella della Pietà. Edicola con dipinto sormontata da timpano.
- Terza campata: varco d'accesso all'aula capitolare. Portale di Sant'Egidio, opera di Bartolomeo Berrettaro del 1525. Manufatto marmoreo con otto scomparti raffiguranti Episodi della vita di Sant'Egidio, lo Stemma della confraternita, la Crocifissione, la Vergine con bambino fra angeli e santi, opera proveniente dalla chiesa di Sant'Egidio.[6] Nel vestibolo sono collocati due sarcofagi romani raffiguranti l'Amazzonomachia e la Caccia di Meleagro.

- Quarta campata: Cappella della Madonna di Trapani. Edicola con dipinto sormontata da timpano.
- Quinta campata: Cappella di San Pietro e Paolo.

### Navata sinistra
- Prima campata: Cappella di San Vito. Edicola con dipinto sormontata da timpano. Davanti all'altare è sepolto il vescovo Emanuele Catarinicchia.
- Seconda campata: Cappella di Sant'Agata. Edicola con dipinto sormontata da timpano.
- Terza campata: varco sinistro. Accesso laterale corrispondente a Piazza della Repubblica. Alle pareti sono accostati sarcofagi romani.
- Quarta campata: Cappella di San Trifone Martire. Edicola con dipinto sormontata da timpano.
- Quinta campata: Cappella delle Anime Purganti. Edicola con dipinto raffigurante le Anime Purganti sormontata da timpano, nel quadro sono raffigurati il Cristo Salvatore, la Vergine Maria, San Lorenzo Martire con la graticola, un Santo disteso su una rupe. Sulla mensa è custodita la statua raffigurante la Vergine Addolorata.

### Transetto
- Absidiola destra: Cappella del Santissimo Sacramento. Ambiente rimodulato nelle forme attuali dal vescovo Marco La Cava nel 1610. La struttura fu ricavata dalla demolizione della primitiva absidiola, della Cappella di Santo Stefano Protomartire e della Cappella di Maria Santissima di Loreto. In seguito gli interni furono ulteriormente perfezionati dal vescovo Juan Lozano. Il locale ospita le sepolture di Ugone Papé di Valdina, Marco La Cava, Juan Lozano, Carlo Reggio. Sulla mensa barocca delimitata da vasi acroteriali un artistico tabernacolo sormontato da tempietto colonnato circolare ospitante il Crocifisso. La sopraelevazione comprende l'intera arcata in marmi intarsiati con al centro una grande raggiera dorata arricchita da teste di putto alate, nembi e un Sacro Cuore al centro.
  - Braccio destro: Cappella di Maria Santissima del Soccorso. Sulla parete sinistra l'affresco raffigurante il Cristo Pantocratore del XIII secolo. Arricchiscono l'ambiente due sarcofagi con rilievi del XVI secolo e la Madonna del Soccorso, opera realizzata da Domenico Gagini[7] collocata in una nicchia decorata da stucchi dei Ferraro, sotto la quale è presente un pregevole frontale marmoreo di stile rinascimentale. Gran parte dei manufatti marmorei sono provenienti dalla primitiva cappella eponima o Cappella Montaperto Chiaramonte, ambiente patrocinato dal vescovo Giovanni Montaperto Chiaramonte,[7] mecenate del capostipite dei Gagini. L'interno della cupola corrispondente è decorato con un affresco raffigurante la Resurrezione.

- Absidiola sinistra: Cappella dell'Immacolata Concezione. Altare con nicchia contenente la statua raffigurante l'Immacolata Concezione. Scavi e sepoltura del vescovo Costantino Trapani.
  - Braccio sinistro: Cappella del Ciborio. Alla parete è incastonato il ciborio di Antonello Gagini, inserito in un altare di stile barocco arricchito da colonne e allegorie sull'architrave sommitale. Nel transetto, in prospetto nell'arco dell'absidiola, è collocata la statua realizzata nel 1537 raffigurante San Vincenzo, diacono e martire, opera attribuita a Antonino Gagini, manufatto marmoreo recante cinque storie in rilievo sul piedistallo.[8] Nell'ambiente era custodita la Croce su tavola.

### Presbiterio
Sull'altare maggiore è realizzata la Trasfigurazione sul monte Tabor, una composizione di sei statue di marmo raffiguranti rispettivamente Gesù Trasfigurato, Mosè, Elia, San Pietro, San Giacomo, San Giovanni, opera commissionata ad Antonello Gagini nel 1532 e condotta a termine dal figlio Antonino nel 1537.
Nel biennio 1576 - 1577 i mutati gusti artistici inducono il vescovo Antonio Lombardo a scomporre la primitiva disposizione e creare una montagna fittizia che simuli i rilievi del Tabor, adattando sulle asperità dei declivi scoscesi, le statue originali. Il successore Luciano dei Rubeis un decennio dopo, porta a compimento il manufatto così concepito, appesantendo l'ambiente di plastico stucco, sono inserite ai lati del ciborio caratterizzato da angeli adoranti e Paraclito, nicchie contenenti le statuette raffiguranti la Vergine Maria e San Giovanni Battista, al di fuori in prospetto gli altorilievi della Natività di Gesù e Natività di Maria. 
Entro due grandi nicchie ricavate sulle pareti laterali fanno capolino le figure genuflesse di Antonio Lombardo vescovo committente e del Gran Conte Ruggero. Sul cornicione altrettante nicchie ospitano le statue di Sant'Agata e Santa Lucia, l'abside è dominata dalla figura di Dio Padre, di altri due profeti e schiere d'angeli, il tutto racchiuso da una scenografica cortina a baldacchino.
Superbo altare argenteo raffigurante prospetto architettonico, verosimilmente il progetto della seicentesca facciata in costruzione con nicchie contenenti statuette, fontane, balconi, colonne disposti su un doppio ordine, opera di maestranze trapanesi.
Sulle pareti laterali del presbiterio due quadroni, opere dei fratelli Rosario e Salvatore Spagnolo:
- Battesimo di Gesù;
- Il miracolo delle Nozze di Cana.

In basso sono collocati gli stalli del coro.

## Opere
- 1802, San Salvatore, statua lignea, opera autografa di Girolamo Bagnasco.
- XVIII secolo, Madonna di Trapani tra i Santi Pietro e Paolo, olio su tela, opera del gesuita Giuseppe Felici.[12]
- XVIII secolo, San Vito, San Modesto e Santa Crescenza, olio su tela ovale custodita nella sacrestia, opera di Tommaso Maria Sciacca.

- Cappella della Madonna del Soccorso o Cappella Montaperto Chiaramonte. Primitivo ambiente arricchito con la statua marmorea raffigurante la Madonna del Soccorso, opera di Domenico Gagini, manufatti commissionati e patrocinati dal vescovo Giovanni Montaperto Chiaramonte.[5] Ambiente documentato ospitante la sepoltura del prelato.[7]

Il sarcofago marmoreo del vescovo Giovanni Montaperto Chiaramonte † 1485 rappresenta uno dei capolavori dello scultore Domenico Gagini, espressione del rinascimento siciliano. L'aggregato monumentale è costituito dall'urna, dal coperchio recante la figura del prelato dormiente in abiti pontificali e da un gruppo di statue: le quattro virtù cardinali nelle raffigurazioni della Prudenza, Giustizia, Fortezza, Temperanza destinate a sorreggere l'arca funeraria ed altre statue raffiguranti il Redentore, la Vergine Annunziata, i Quattro Evangelisti e Santa Caterina. In seguito alla rimodulazione barocca della cattedrale l'opera fu disassemblata, gran parte dei componenti trovano oggi collocazione negli ambienti espositivi del Museo diocesano.

## Galleria d'immagini

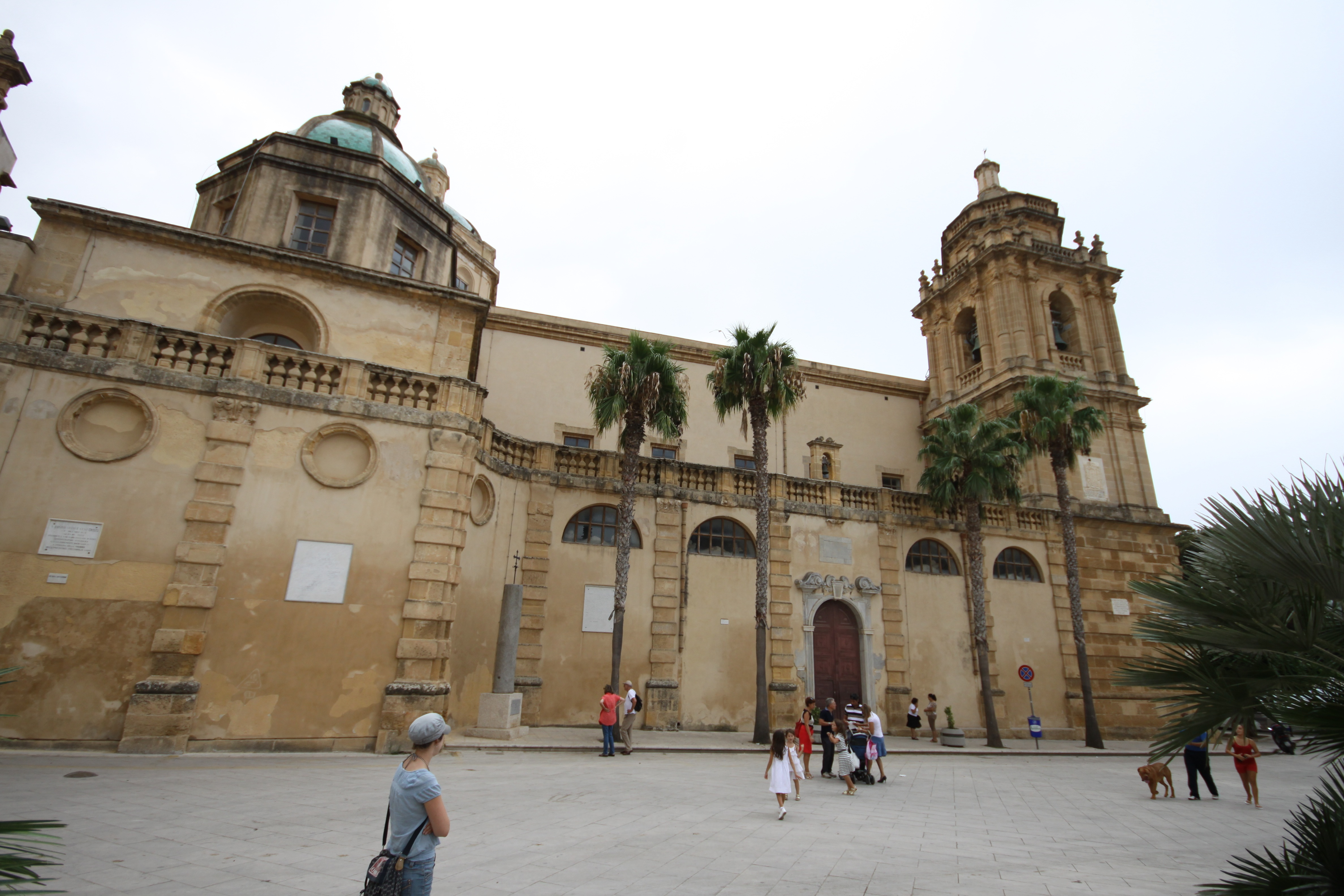
Esterno
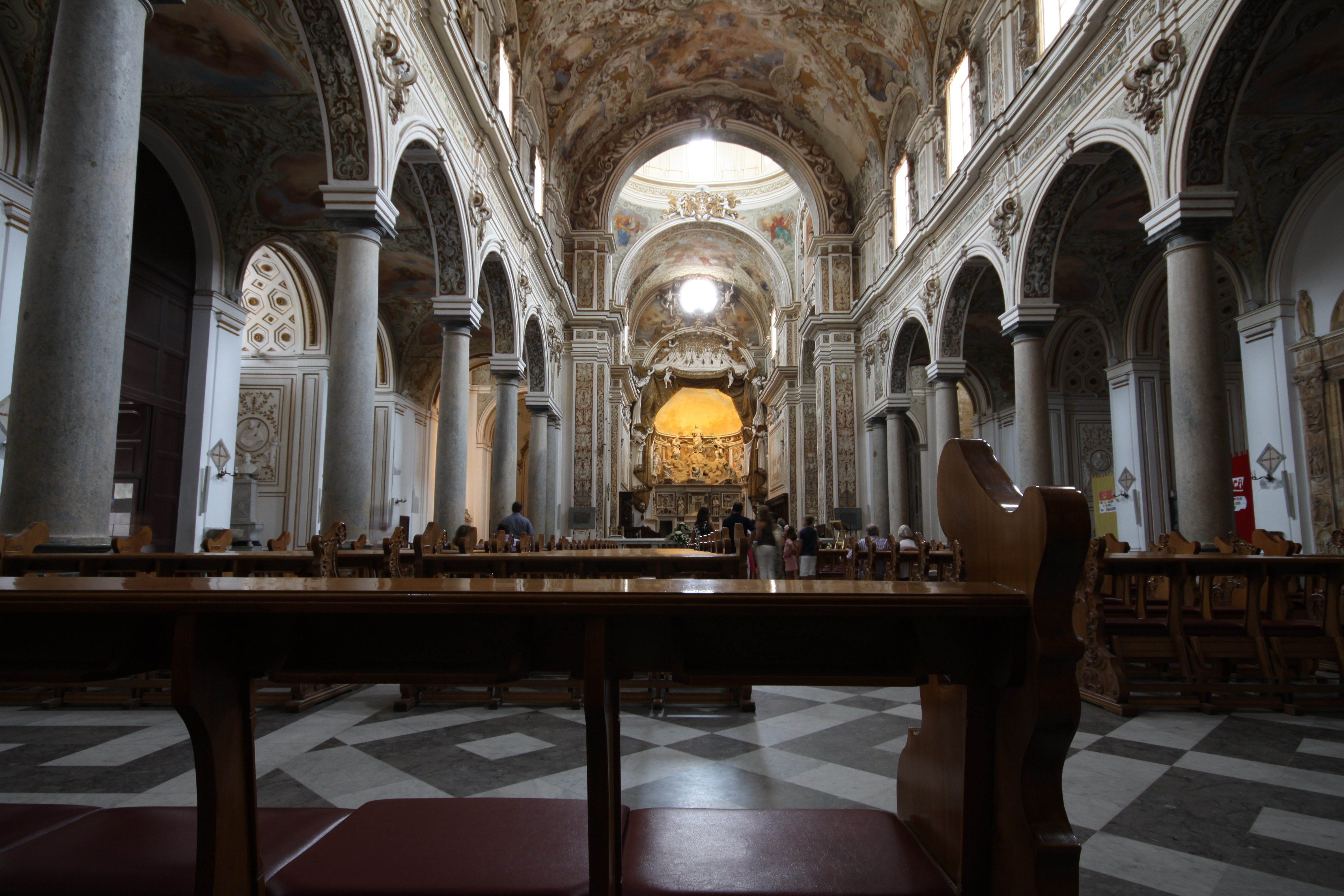
Interno
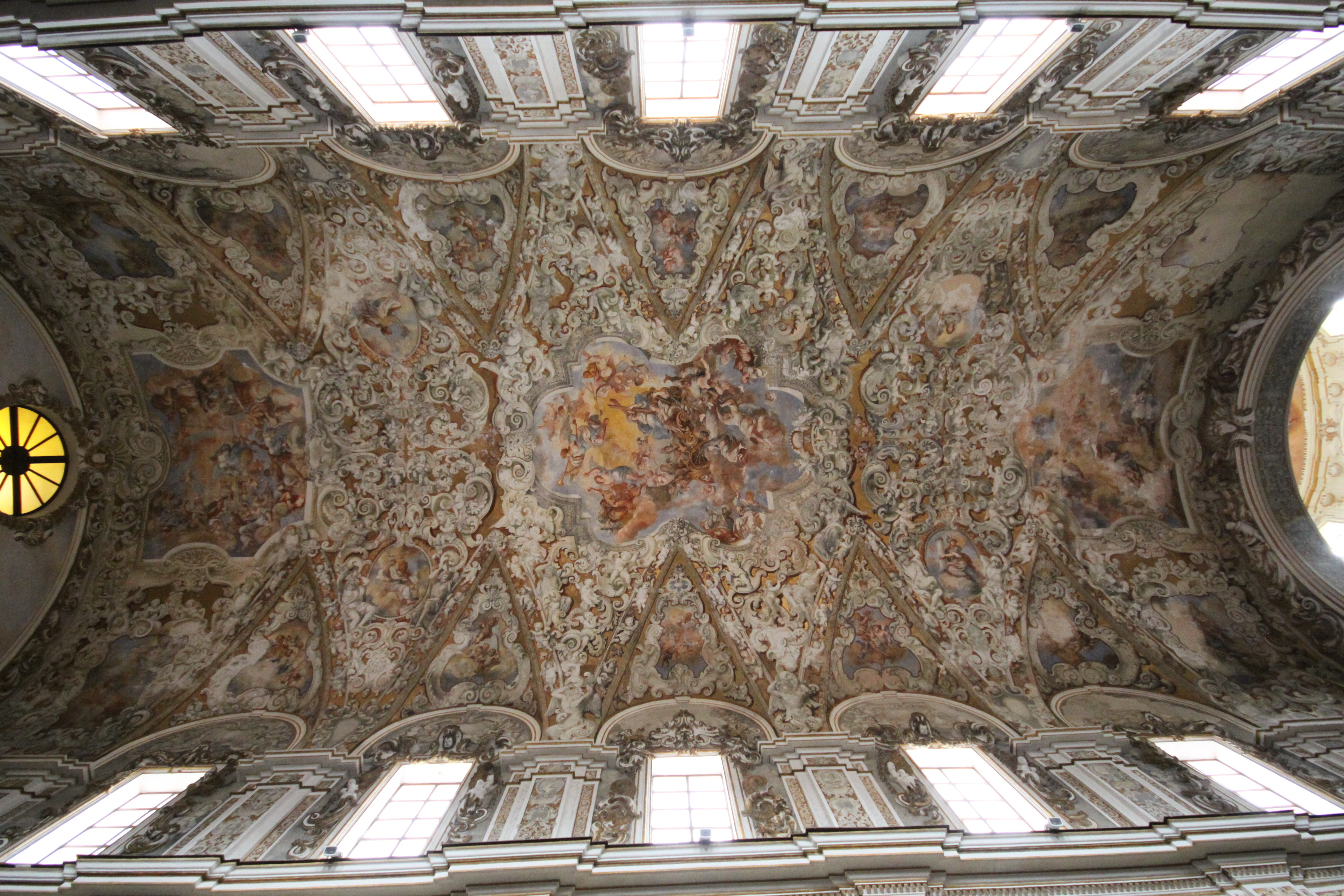
Volta della navata
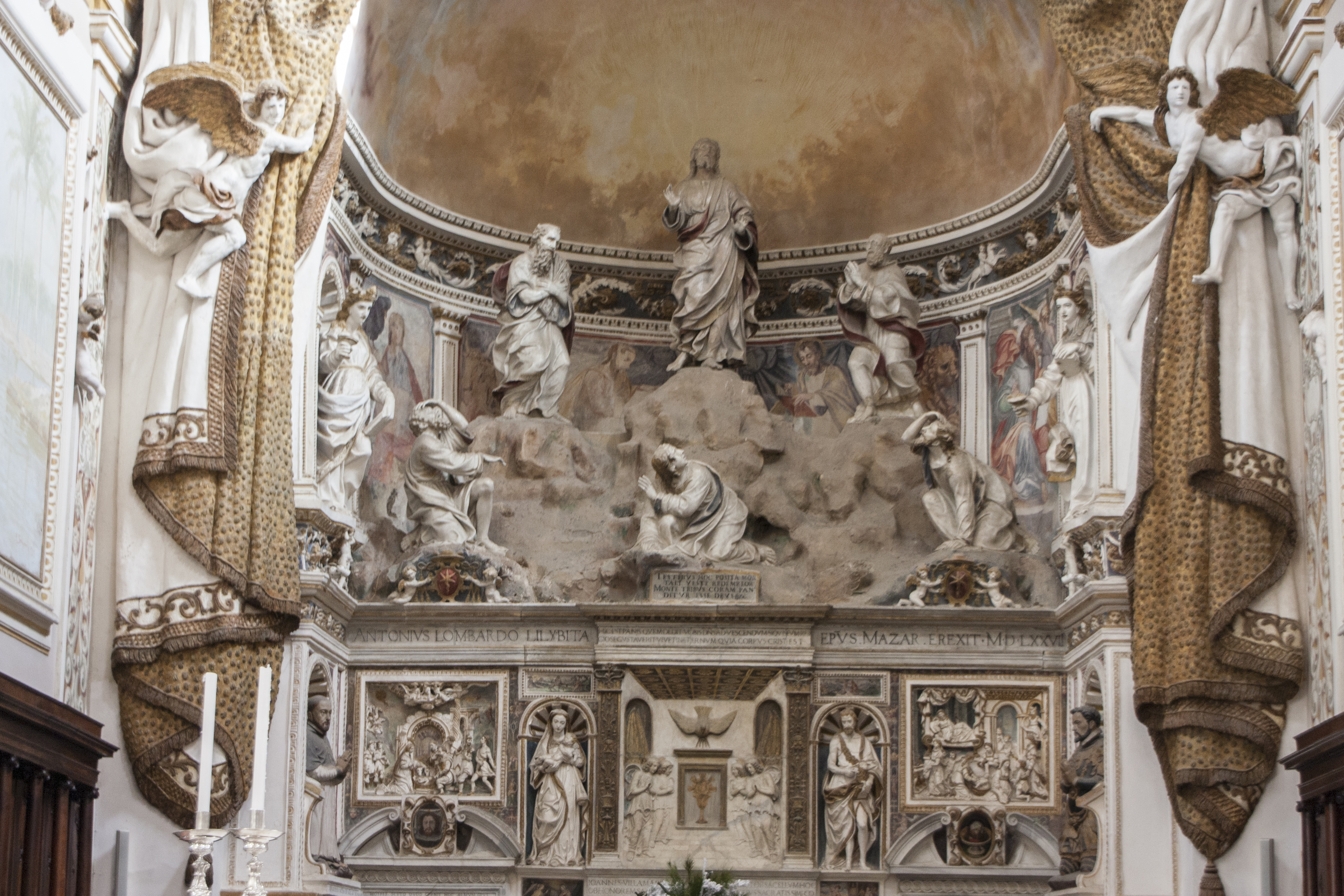
Trasfigurazione sul monte Tabor di Antonello Gagini